# Louis-Jodel Chamblain
Louis-Jodel Chamblain (nació 18 de enero de 1953 ) es un militar haitiano, llamado, junto a Guy Philippe señor de la guerra, y líder de la rebelión de 2004 contra el presidente Jean-Bertrand Aristide.
Chamblain ejerció la carrera militar, pronto emergió como figura notoria como sargento dentro de la junta militar transitoria que funcionaba en Haití tras el derrumbamiento del dictador Jean-Claude Duvalier (conocido también como Bebé Doc) en 1986. En 1987, Chamblain dirigió los escuadrones de la muerte del gobierno que interrumpieron una elección prevista que habría marcado la transición a un gobierno civil. En total mataron a 34 votantes, y la elección fue cancelada. Las elecciones civiles finalmente se celebraron en 1990, en la cual resultó ganador Jean-Bertrand Aristide, pero un golpe militar dirigido por el general de raza blanca Raoul Cédras en el cual Chamblain estaba implicado derrocó Aristide en 1991. Inmediatamente después del golpe, la reputación de brutal de Chamblain creció cuando salieron a la luz los casos de millares de asesinatos de los seguidores de Aristide, donde Chamblain era directamente responsable. Chamblain formó una organización paramilitar, el Frente para el Adelanto y el Progreso de Haití (FRAPH), en 1993 mientras que las tensiones crecían entre los partidarios del restablecimiento de Aristide y los del gobierno militar. Con el final del régimen y la restauración de la presidencia de Aristide (después de la intervención de Estados Unidos) en 1994, Chamblain se exilió en la vecina República Dominicana. Lo condenaron en ausencia por su implicación en el asesinato de Antoine Izméry, activista por el establecimiento de un gobierno civil y democrático en Haití. En febrero de 2004, Chamblain volvió del exilio para participar en una nueva rebelión contra Aristide. Poco después de su regreso, capturó la ciudad central de Hincha con un grupo paramilitar de 50 hombres, que consiguió el definitivo derrocamiento del presidente.
Amnistía Internacional hizo un llamado a las fuerzas de paz de la ONU para que arrestasen a Chamblain por su presunta participación en varios crímenes de guerra en 1987, 1991, y 1993-1994. En abril de 2004, compareció ante la justicia; finalmente en su proceso en el caso del asesinato de Izméry resultó absuelto; entró en prisión por otros delitos en agosto de 2005.